# Municipio Zudáñez
Das Municipio Zudáñez ist ein Verwaltungsbezirk im Departamento Chuquisaca im südamerikanischen Anden-Staat Bolivien.

## Lage im Nahraum
Das Municipio Zudáñez ist eines von vier Municipios der Provinz Jaime Zudáñez und liegt im zentralen Teil der Provinz. Es grenzt im Nordwesten an das Municipio Presto, im Westen an die Provinz Yamparáez, im Süden an das Municipio Icla, im Südosten an die Provinz Tomina und im Nordosten an das Municipio Mojocoya.
Das Municipio erstreckt sich von 18° 55' bis 19° 20' südlicher Breite und von 64° 34' bis 64° 51' westlicher Länge, es misst bis zu 45 Kilometer von Norden nach Süden und bis zu 30 Kilometer von Osten nach Westen.
Das Municipio umfasst 70 Gemeinden (localidades), der zentrale Ort des Municipios ist die Landstadt Zudáñez mit 3177 Einwohnern (Volkszählung 2012) im zentralen Teil des Municipios.

## Geographie
Das Municipio Zudáñez liegt zwischen dem Altiplano im Westen und dem Tiefland im Osten in einem der nord-südlich verlaufenden Seitentäler der bolivianischen Cordillera Central. Das Klima der Region ist ein ausgesprochenes Tageszeitenklima, bei dem die Temperaturunterschiede zwischen Tag und Nacht deutlicher schwanken als die Durchschnittswerte zwischen Sommer und Winter.
Die jährliche Durchschnittstemperatur liegt bei 14 °C (siehe Klimadiagramm Azurduy), die Monatswerte schwanken zwischen 10 °C im Juni/Juli und 16 °C im Dezember/Januar. Der Jahresniederschlag hat einen Wert von knapp 550 mm, mit einer Trockenzeit und monatlichen Werten unter 10 mm von Mai bis August und Höchstwerten von 100 bis 110 mm von Dezember bis Februar.

## Bevölkerung
Die Einwohnerzahl ist zwischen 1992 und 2024 um drei Viertel angestiegen, vor allem im letzten der beiden Jahrzehnte:
| Jahr | Einwohner | Quelle       |
| ---- | --------- | ------------ |
| 1992 | 7.150     | Volkszählung |
| 2001 | 7.423     | Volkszählung |
| 2012 | 11.828    | Volkszählung |
| 2024 | 12.687    | Volkszählung |

Die Bevölkerungsdichte bei der letzten Volkszählung von 2024 betrug 18,6 Einwohner/km², der Alphabetisierungsgrad bei den über 6-Jährigen lag im Jahr 2001 bei 55,0 Prozent, und zwar 68,8 Prozent bei Männern und 45,9 Prozent bei Frauen. Die Lebenserwartung der Neugeborenen lag bei 59,2 Jahren, die Säuglingssterblichkeit war von 10,2 Prozent (1992) auf 8,4 Prozent im Jahr 2001 gesunken.
58,2 Prozent der Bevölkerung sprechen Spanisch, 95,1 Prozent sprechen Quechua und 0,1 Prozent Aymara. (2001)
75,0 Prozent der Bevölkerung haben keinen Zugang zu Elektrizität, 74,1 Prozent leben ohne sanitäre Einrichtung (2001).
69,1 Prozent der 1.698 Haushalte besitzen ein Radio, 17,9 Prozent einen Fernseher, 33,0 Prozent ein Fahrrad, 1,8 Prozent ein Motorrad, 1,6 Prozent ein Auto, 8,3 Prozent einen Kühlschrank, und 0,6 Prozent ein Telefon. (2001)

## Politik
Ergebnis der Regionalwahlen (concejales del municipio) vom 4. April 2010:
| Wahl- berechtigte |  | Wahl- beteiligung | gültige Stimmen |  | MAS-IPSP | MSM    | PAIS   |
| ----------------- |  | ----------------- | --------------- |  | -------- | ------ | ------ |
| 3.006             |  | 2.545             | 2.036           |  | 1.117    | 490    | 429    |
|                   |  | 84,7 %            | 80,0 %          |  | 54,9 %   | 24,1 % | 21,1 % |

Ergebnis der Regionalwahlen (elecciones de autoridades políticas) vom 7. März 2021:
| Wahl- berechtigte |  | Wahl- beteiligung | gültige Stimmen |  | MAS-IPSP | CST     | BSTH   | MNR    | C-A    | UNIDOS |
| ----------------- |  | ----------------- | --------------- |  | -------- | ------- | ------ | ------ | ------ | ------ |
| 3.768             |  | 3.131             | 2.638           |  | 1.753    | 821     | 21     | 18     | 17     | 8      |
|                   |  | 83,09 %           | 84,25 %         |  | 66,45 %  | 31,12 % | 0,80 % | 0,68 % | 0,64 % | 0,30 % |

## Gliederung
Das Municipio besteht nur aus dem Kanton Zudáñez und umfasst die folgenden Subkantone (vicecantones):
- 01-0301-0100-1 Vicecantón Capilla Llave – 3 Ortschaften – 1.330 Einwohner (2001: 257 Einwohner)
- 01-0301-0100-2 Vicecantón Alismayu – 1 Ortschaft – 216 Einwohner (2001: 110 Einwohner)
- 01-0301-0100-3 Vicecantón Ayrampu – 1 Ortschaft – 333 Einwohner (2001: 80 Einwohner)
- 01-0301-0100-4 Vicecantón Cabra Cancha – 1 Ortschaft – 385 Einwohner (2001: 182 Einwohner)
- 01-0301-0100-5 Vicecantón Cerezal – 1 Ortschaft – 250 Einwohner (2001: 175 Einwohner)
- 01-0301-0100-6 Vicecantón Coilolo – 1 Ortschaft – 381 Einwohner (2001: 264 Einwohner)
- 01-0301-0100-7 Vicecantón Huaca Huasi – 1 Ortschaft – 427 Einwohner (2001: 344 Einwohner)
- 01-0301-0100-9 Vicecantón Mandinga – 1 Ortschaft – 382 Einwohner (2001: 367 Einwohner)
- 01-0301-0101-0 Vicecantón Marcani – 1 Ortschaft – 210 Einwohner (2001: 176 Einwohner)
- 01-0301-0101-1 Vicecantón Mayu Torcoco – 1 Ortschaft – 335 Einwohner (2001: 221 Einwohner)
- 01-0301-0101-2 Vicecantón Pasota – 1 Ortschaft – 431 Einwohner (2001: 254 Einwohner)
- 01-0301-0101-3 Vicecantón Pata Torcoco – 1 Ortschaft – 228 Einwohner (2001: 186 Einwohner)
- 01-0301-0101-4 Vicecantón Pucarillo – 1 Ortschaft – 75 Einwohner (2001: 72 Einwohner)
- 01-0301-0101-5 Vicecantón Punilla – 1 Ortschaft – 219 Einwohner (2001: 338 Einwohner)
- 01-0301-0101-6 Vicecantón San Antonio – 1 Ortschaft – 171 Einwohner (2001: 165 Einwohner)
- 01-0301-0101-8 Vicecantón Sunchu Pampa – 1 Ortschaft – 299 Einwohner (2001: 221 Einwohner)
- 01-0301-0101-9 Vicecantón Sundur Huasi – 1 Ortschaft – 652 Einwohner (2001: 428 Einwohner)
- 01-0301-0102-0 Vicecantón Thipa Thipa – 1 Ortschaft – 244 Einwohner (2001: 227 Einwohner)
- 01-0301-0102-1 Vicecantón Tranca Mayu – 1 Ortschaft – 203 Einwohner (2001: 107 Einwohner)
- 01-0301-0102-4 Vicecantón Paraiti – 1 Ortschaft – 245 Einwohner (2001: 218 Einwohner)
- 01-0301-0102-5 Vicecantón Pirhua Mayu – 3 Ortschaften – 271 Einwohner (2001: 345 Einwohner)
- 01-0301-0102-6 Vicecantón Puca Huasi – 1 Ortschaft – 346 Einwohner (2001: 114 Einwohner)
- 01-0301-0102-7 Vicecantón Sauces – 1 Ortschaft – 171 Einwohner (2001: 114 Einwohner)
- 01-0301-0102-8 Vicecantón Sayanchaca – 1 Ortschaft – 438 Einwohner (2001: 342 Einwohner)
- 01-0301-0102-9 Vicecantón Tejas – 1 Ortschaft – 130 Einwohner (2001: 93 Einwohner)
- 01-0301-0103-0 Vicecantón Toledo – 1 Ortschaft – 55 Einwohner (2001: 101 Einwohner)
- 01-0301-0103-1 Vicecantón Zudáñez – 1 Ortschaft – 3.177 Einwohner (2001: 1.976 Einwohner)
- 01-0301-0103-8 Vicecantón Jacota – 1 Ortschaft – 31 Einwohner (neu)
- 01-0301-0103-9 Vicecantón Sauce Mayu – 1 Ortschaft – 8 Einwohner (neu)
- 01-0301-0170-1 Vicecantón Jaton Huasi – 1 Ortschaft – 185 Einwohner (neu)

## Ortschaften im Municipio Zudáñez
- Zudáñez 3177 Einw. – Capilla Llave 991 Einw. – Sundur Huasi 652 Einw. – Puca Huasi 346 Einw. – Parajti 245 Einw.